# Fool's Gold
Fool's Gold (prt: O Tesouro Encalhado; bra: Um Amor de Tesouro) é um filme norte-americano de 2008 da Warner Bros. Pictures sobre um casal recém-divorciado que reaviva sua vida romântica enquanto procuram um tesouro perdido. O filme foi dirigido por Andy Tennant e reúne os protagonistas do filme de 2003 How to Lose a Guy in 10 Days Matthew McConaughey e Kate Hudson. Warner Bros. e o diretor Tennant planejaram rodar o filme no Caribe, mas decidiram por Queensland, Austrália, porque a temporada de furacões no Caribe provavelmente interromperia a produção do filme. Dois membros da equipe foram picados pelas águas-vivas da classe Irukandji durante as filmagens, então algumas das cenas de água foram filmadas no Caribe porque os atores estavam com tanto medo. Na época das filmagens, o iate de luxo The Precious Gem no filme foi chamado de Keri Lee e posteriormente foi renomeado para "Penny Mae". Foi projetado pelo arquiteto de iates Ward Setzer, do Setzer Design Group, e originalmente chamado de Status Quo. É de propriedade privada e operado pela Lee Group Charters.
Fool's Gold foi lançado em 8 de fevereiro de 2008 na América do Norte e arrecadou US$ 21,5 milhões em 3 125 cinemas no primeiro final de semana, ficando em primeiro lugar nas bilheterias. Em setembro de 2008, o filme arrecadou mais de US$ 111,2 milhões — US$ 70,2 milhões na América do Norte e US$ 41 milhões em outros territórios.
Vários críticos compararam o filme desfavoravelmente ao National Treasure e Romancing the Stone. Alguns críticos se referiram ao filme como "tedioso" e "indiferente". Rotten Tomatoes relata que 11% dos 144 críticos entrevistados deram ao filme uma avaliação positiva; a classificação média é de 3.6/10. O consenso diz: "Com pouca química entre os artistas, piadas sem humor e um enredo previsível, Fool's Gold falha em todos os níveis". Metacritic obtém a pontuação 29 de 100 baseado em 28 comentários. O filme ganhou uma indicação ao prêmio Framboesa de Ouro para Kate Hudson como pior atriz (também indicada pelo filme My Best Friend's Girl).
A Warner Brothers Entertainment, Inc., foi processada em 2011 pelo novelista canadense Lou Boudreau, no tribunal canadense, alegando violação de direitos autorais por Tennant e dois outros homens sobre a autoria do roteiro. A Warner Brothers não comentou o assunto.

## Sinopse
É um misto de comédia, romance e aventura. É a história de um caçador de tesouros que vive com a ambição de encontrar o tesouro do Dote da Rainha, perdido em 1715. O nome deste caçador é Ben Finnegan (Matthew McConaughey). Este já perdeu tudo, até mesmo o seu casamento com Tess (Kate Hudson). Quando Tess está a tentar recompor a sua vida, trabalhando para o bilionário Nigel Honeycutt (Donald Sutherland), Ben volta a encontrá-la, e os dois, juntamente com Nigel Honeycutt e a sua filha Gemma (Alexis Dziena), vão em busca do tesouro lutando contra outros que têm a mesma ambição.

## Elenco
- Matthew McConaughey como Ben "Finn" Finnegan
- Kate Hudson como Tess Finnegan
- Donald Sutherland como Nigel Honeycutt
- Alexis Dziena como Gemma Honeycutt
- Ray Winstone como Moe Fitch
- Kevin Hart como Bigg Bunny Deenz
- Ewen Bremner como Alfonz
- Brian Hooks como Curtis
- Malcolm-Jamal Warner como Cordell
- Michael Mulheren como Eddie
- Adam LeFevre como Gary
- Rohan Nichol como Stefan
- David Roberts como Cyrus
- Roger Sciberras como Andras
- Dan Mewing como Piloto